# Чемпионат Ватикана по футболу
Чемпиона́т Ватика́на по футбо́лу (итал. Campionato della Città del Vaticano) — любительская высшая футбольная лига Ватикана, регулярно проводимая с 1 мая 1972 года. Команды лиги состоят из работников, представляющих различные государственные ведомства. Согласно регламенту соревнований, клубам разрешено включать в заявку на матчи одного легионера из итальянских любительских команд в качестве вратаря. Лучшие игроки чемпионата вызываются в национальную сборную Ватикана. Матчи лиги проводятся в два тайма по 30 минут, также предусмотрена возможность брать перерыв с целью совершения молитв. Сезон первенства проходит в период с октября по май с двухмесячным перерывом в декабре и январе.

## История
Первый организованный футбольный турнир состоялся в Ватикане в 1947 году с участием четырёх команд. Финальный матч в том году разыгрывался между клубами «Pontifical Villas» и «Fabbrica di San Pietro». Вскоре после своего создания первенство было приостановлено в связи с жёсткой конкуренцией. В течение следующих двух десятилетий властями страны разрешалось проведение исключительно товарищеских матчей, пока в 1966 году не была основана другая лига, в которой приняли участие 8 коллективов, включая команду журналистов главной ватиканской газеты L’Osservatore Romano. Нынешний формат соревнований был утверждён в мае 1972 года. Серьёзную поддержку турниру оказывал общественный деятель Серджио Вальчи, являвшийся бывшим президентом Футбольной ассоциации Ватикана. Вальчи скончался в 2012 году.